# SC Fortuna Köln
Sport Club Fortuna Köln e.V. é uma agremiação esportiva alemã, fundada a 21 de fevereiro de 1948, sediada em Köln, na Renânia do Norte-Vestfália.

## História

O predecessor Victoria Köln

O clube nasceu com o nome de SV 1927 Köln a 21 de fevereiro de 1948 da união entre Victoria Köln 1911 (que não é o SCB Viktoria, ainda existente), Bayenthaler SV (1920) e Sparkassen-Verein Köln (1927). Entre essas, a que tinha o melhor retrospecto era o Victoria que havia vencido a Gauliga Köln-Aachen na temporada 1942-1943.
Em 1976, a equipe se fundiu com o FC Alter Markt Köln e assumiu a denominação atual. De 1974 a 2000 a companhia jogou na Zweite Bundesliga ininterruptamente por 26 temporadas, recorde até hoje nunca batido. Na temporada 1973-1974, o clube jogou o seu único campeonato na Bundesliga, terminando no décimo-sétimo lugar, enquanto em 1983 chegou à final da Copa da Alemanha contra os concidadãos do Köln, perdendo por 1 a 0, depois de eliminar SC Freiburg, SSV Ulm 1846, nos pênaltis, Eintracht Braunschweig, Borussia Mönchengladbach e Borussia Dortmund, este último batido por retumbante 5 a 0.
Em 1986, o Fortuna chegou muito perto de uma nova promoção, mas foi derrotado nos play-offs acesso/descenso pelo Borussia Dortmund, 2 a 0, 1 a 3. Na temporada 1991-1992, não caiu para a terceira divisão somente porque foi tolhida a licença profissional do SV Blau-Weiss Berlin. Em 2005, a sociedade faliu e foi relegada a disputar a Verbandsliga Mittelrhein (V), na qual militou até 2008, quando conquistou um segundo lugar para a nova Oberliga Nordrhein-Westfalen (IV). O time terminou na nona colocação a temporada 2008-2009, décimo-quinto, na seguinte, e terceiro em 2010-2011.
Apesar de insolvência, o clube foi capaz de salvar seu departamento de juventude, um dos maiores na Alemanha, com mais de 500 jogadores em 25 equipes, através de uma campanha de angariação de fundos, que incluiu um jogo de vantagem contra o 1. FC Köln.

## Jean Löring
Um dos personagens chave da história do Fortuna foi certame Jean Löring, presidente da sociedade entre 1967 e 2000. Graças ao seu dinheiro e entusiasmo, conseguiu colocar as finanças da agremiação nos eixos. Em 1982, ajudou a equipe de modo particular. Tendo crescido como eletricista, durante uma partida contra o Darmstadt consertou pessoalmente os refletores do campo que haviam apagado.

## Títulos e campanhas de destaque
- DFB-Pokal finalista: 1983;
- Membro da Fußball-Bundesliga: 1973–1974;
- Verbandsliga Mittelrhein (V) Campeão: 2008;